# Casa Estrella del Benfica
Casa Estrella del Benfica je fotbalový klub z Andorry hrající Segona Divisió. Byl založen roku 2003. Klub hraje na stadionu Estadio Comunal de Aixovall s kapacitou 1 800 diváků.